# Částkovice (Hostětice)
Částkovice (německy Tschaskowitz) je malá vesnice, část obce Hostětice v okrese Jihlava v kraji Vysočina. Nachází se asi 1,5 km na západ od Hostětic. V roce 2009 zde bylo evidováno 44 adres. V roce 2001 zde trvale žilo 63 obyvatel.
Částkovice leží v katastrálním území Částkovice u Hostětic o rozloze 2,33 km2.

## Název
Název se vyvíjel od varianty Cžiastkowitz (1678, 1718), Czastkowitz (1720), Cziastkowitz (1751), Czaskowitz a Časkowice (1846), Czaskowitz a Částkovice (1872), Částkovice (1881), Časkowitz a Čáskovice (1906) až k podobám Časkowitz a Částkovice v roce 1915. Místní jméno vzniklo přidáním přípony -ovice k osobnímu jménu Částek a znamenalo ves lidí Částkových. Pojmenování je rodu ženského, čísla pomnožného a genitiv Částkovic.

## Historie
První písemná zmínka o obci pochází z roku 1580. V roce 1961 se stala místní částí obce Hostětice.

## Přírodní poměry
Částkovice leží v okrese Jihlava v Kraji Vysočina. Nachází se 1,5 km jižně od Lhotky, 1,5 km západně od Hostětic a 4,5 km týmž směrem od Telče a 1,5 km severovýchodně od Mrákotína. Geomorfologicky je oblast součástí Česko-moravské subprovincie, konkrétně Křižanovské vrchoviny a jejího podcelku Brtnická vrchovina, v jejíž rámci spadá pod geomorfologický okrsek Třešťská pahorkatina. Průměrná nadmořská výška činí 580 metrů. Nejvyšší bod o nadmořské výšce 594 metrů se nachází jižně od vsi. Západní hranici katastru tvoří Částkovický potok, na němž se severozápadně od Částkovic rozkládají Částkovický rybník a Rákosový rybník. Částkovicemi protéká bezejmenný vodní tok, který jižně tvoří východní hranici katastru a na němž se severně nachází rybník Mysletín.

## Obyvatelstvo
Podle sčítání 1930 zde žilo v 13 domech 75 obyvatel. 75 obyvatel se hlásilo k československé národnosti. Žilo zde 69 římských katolíků a 6 evangelíků.
| Rok            | 1869 | 1880 | 1890 | 1900 | 1910 | 1921 | 1930 | 1950 | 1961 | 1970 | 1980 | 1991 | 2001 | 2011 |
| -------------- | ---- | ---- | ---- | ---- | ---- | ---- | ---- | ---- | ---- | ---- | ---- | ---- | ---- | ---- |
| Počet obyvatel | 92   | 85   | 86   | 78   | 77   | 75   | 75   | 68   | 79   | 72   | 64   | 62   | 63   | 69   |

## Hospodářství a doprava
Nachází se zde půjčovna šatů s krejčovstvím. Částkovicemi prochází silnice III. třídy č. 11261 z Mrákotína do Hostětic. Dopravní obslužnost zajišťují dopravci ICOM transport a ČSAD Jindřichův Hradec. Autobusy jezdí ve směrech Dačice, Mrákotín, Telč, Jindřichův Hradec, Blažejov, Kunžak, Strmilov, Studená, Nová Říše a Želetava. Prochází tudy cyklistické trasy č. 1113 z Mrákotína do Hostětic a č. 5124 z Lhotky do Hostětic.

## Školství, kultura a sport
Místní děti dojíždějí do základní školy v Telči.

## Pamětihodnosti
- Zvonička z konce 18. století
- Venkovský dům čp. 8